# C/2015 ER61 (PANSTARRS)
C/2015 ER61 (PANSTARRS) — комета, кентавр, орбітальний період якого становить 7591 рік. Кентавр було відкрито 14 березня 2015 року; він мав 20.7m на час відкриття. 
На момент свого відкриття, на геліоцентричної відстані г = 8.44 а.о., об'єкт виявився неактивним. У червні 2015 вдалося зафіксувати слабке хвостоподібне розширення, завдовжки 2 кут. сек. Під час спостережень 4 лютого 2016 року на г = 5.70 а.о., комета була значно активнішою.
Оскільки кентавр перебуває поблизу площини екліптики у квітні й травні 2017, умови для спостереження вкрай не вдалі, у червні висота над горизонтом повільно збільшилася, разом зі спаданням яскравості. У липні кентавр був 12 зоряної величини й низько над горизонтом.